# Úrvalsdeild 2023-2024 (pallavolo maschile)
L'Úrvalsdeild 2023-2024, 55ª edizione della massima serie del campionato islandese di pallavolo maschile si è svolta dal 16 settembre 2023 al 30 aprile 2024: al torneo hanno partecipato otto squadre di club islandesi e la vittoria finale è andata per la terza volta all'Hamar.

## Regolamento

### Formula
La formula ha previsto:
- regular season, disputata con girone all'italiana, con partite di andata e ritorno: le prime quattro squadre classificate hanno acceduto al girone superiore della seconda fase, mentre le rimanenti quattro al girone inferiore;
- Seconda fase, in cui le squadre, divise nei gironi superiore ed inferiore, hanno disputato un girone all'italiana con partite di andata e ritorno mantenendo i punti conquistati nella regular season: al termine le tutte le squadre hanno acceduto ai play-off scudetto, con accoppiamenti determinati dalla posizione in classifica;
- Play-off scudetto, organizzati con quarti di finale e semifinali, al meglio di due vittorie su tre gare, e finale, al meglio di tre vittorie su cinque gare.

### Criteri di classifica
Se il risultato finale è stato di 3-0 o 3-1 sono stati assegnati 3 punti alla squadra vincente e 0 a quella sconfitta, se il risultato finale è stato di 3-2 sono stati assegnati 2 punti alla squadra vincente e 1 a quella sconfitta.
L'ordine del posizionamento in classifica è stato definito in base a:
- Punti;
- Ratio dei set vinti/persi;
- Ratio dei punti realizzati/subiti;
- Scontri diretti[3].

## Squadre partecipanti
| Club                | Stagione | Città       | Impianto                  | Stagione precedente                                   |
| ------------------- | -------- | ----------- | ------------------------- | ----------------------------------------------------- |
| Afturelding         | dettagli | Mosfellsbær | Íþróttamiðstöðin að Varmá | 2ª in Úrvalsdeild; finale play-off scudetto           |
| Hamar               | dettagli | Hveragerði  | Íþróttahúsið Hveragerði   | 1ª in Úrvalsdeild; semifinali play-off scudetto       |
| HK Kópavogur        | dettagli | Kópavogur   | Íþróttahúsið Digranes     | 5ª in Úrvalsdeild; quarti di finale play-off scudetto |
| KA Akureyri         | dettagli | Akureyri    | KA heimilið               | 3ª in Úrvalsdeild; campione d'Islanda                 |
| Stál-úlfur          | dettagli | Kópavogur   | Íþróttahúsið Fagrilundur  | 7ª in Úrvalsdeild; quarti di finale play-off scudetto |
| Þróttur Neskaupstað | dettagli | Fjarðabyggð | Íþróttahúsið Neskaupstað  | 6ª in Úrvalsdeild; play-off scudetto                  |
| Vestri              | dettagli | Ísafjörður  | Íþróttahúsið á Torfnesi   | 4ª in Úrvalsdeild; semifinali play-off scudetto       |
| Völsungur           | dettagli | Húsavík     | PCC Höllin                | 1ª in 1. deild                                        |

## Torneo

### Regular season

#### Risultati
| Partite |                                    |     |                                   |
|         |                                    |     |                                   |
| 16-09   | Vestri - Þróttur Neskaupstað       | 3-1 | 25-22, 25-17, 21-25, 25-18        |
| 23-09   | KA Akureyri - Vestri               | 3-2 | 23-25, 22-25, 25-20, 30-28        |
| 23-09   | Hamar - Völsungur                  | 3-0 | 25-16, 25-13, 25-17               |
| 27-09   | Afturelding - HK Kópavogur         | 3-0 | 25-21, 25-20, 25-19               |
| 27-09   | Stál-úlfur - Hamar                 | 0-3 | 0-25, 0-25, 0-25                  |
| 04-10   | KA Akureyri - Völsungur            | 3-1 | 25-19, 25-19, 19-25, 25-20        |
| 30-09   | Stál-úlfur - Þróttur Neskaupstað   | 0-3 | 12-25, 16-25, 10-25               |
| 29-09   | Völsungur - HK Kópavogur           | 0-3 | 15-25, 16-25, 23-25               |
| 08-12   | Stál-úlfur - Völsungur             | 0-3 | 13-25, 13-25, 22-25               |
| 04-10   | Afturelding - Hamar                | 0-3 | 21-25, 21-25, 28-30               |
| 07-10   | Vestri - Stál-úlfur                | 3-1 | 25-18, 25-20, 26-28, 25-21        |
| 07-10   | Völsungur - Afturelding            | 0-3 | 14-25, 17-25, 17-25               |
| 08-10   | KA Akureyri - Þróttur Neskaupstað  | 3-2 | 25-27, 26-24, 19-25, 25-19, 15-12 |
| 11-10   | HK Kópavogur - Hamar               | 0-3 | 15-25, 12-25, 20-25               |
| 14-10   | Afturelding - KA Akureyri          | 3-2 | 25-23, 25-21, 16-25, 19-25, 15-13 |
| 15-10   | HK Kópavogur - Vestri              | 1-3 | 20-25, 19-25, 25-23, 17-25        |
| 14-10   | Hamar - Þróttur Neskaupstað        | 3-0 | 25-11, 25-17, 25-19               |
| 20-10   | Þróttur Neskaupstað - Afturelding  | 2-3 | 25-22, 27-25, 22-25, 19-25, 7-15  |
| 20-10   | Völsungur - Vestri                 | 3-2 | 25-23, 25-23, 15-25, 23-25, 15-11 |
| 22-11   | HK Kópavogur - Stál-úlfur          | 3-0 | 25-15, 25-10, 25-20               |
| 07-01   | Stál-úlfur - KA Akureyri           | 0-3 | 19-25, 10-25, 18-25               |
| 24-10   | Þróttur Neskaupstað - Völsungur    | 3-0 | 25-21, 25-22, 25-15               |
| 25-10   | Hamar - Vestri                     | 3-1 | 25-14, 25-21, 29-31, 25-16        |
| 01-11   | Þróttur Neskaupstað - HK Kópavogur | 1-3 | 24-26, 25-23, 20-25, 22-25        |
| 01-11   | KA Akureyri - Hamar                | 0-3 | 18-25, 22-25, 18-25               |
| 01-11   | Vestri - Afturelding               | 0-3 | 23-25, 12-25, 20-25               |
| 16-09   | HK Kópavogur - KA Akureyri         | 0-3 | 18-25, 17-25, 23-25               |
| 20-09   | Afturelding - Stál-úlfur           | 3-0 | 25-11, 25-12, 25-14               |

| Partite |                                    |     |                                   |
|         |                                    |     |                                   |
| 07-11   | Vestri - HK Kópavogur              | 3-0 | 32-30, 25-20, 26-24               |
| 08-11   | Hamar - Stál-úlfur                 | 3-0 | 25-16, 25-21, 25-13               |
| 08-11   | Völsungur - KA Akureyri            | 0-3 | 16-25, 22-25, 24-26               |
| 15-11   | Hamar - Afturelding                | 2-3 | 19-25, 24-26, 25-23, 25-18, 11-15 |
| 18-11   | Þróttur Neskaupstað - Vestri       | 2-3 | 16-25, 25-18, 14-25, 25-21, 9-15  |
| 18-11   | KA Akureyri - HK Kópavogur         | 2-3 | 25-19, 20-25, 25-23, 27-29, 13-15 |
| 18-11   | Stál-úlfur - Afturelding           | 0-3 | 13-25, 15-25, 9-25                |
| 22-11   | Völsungur - Hamar                  | 0-3 | 16-25, 16-25, 10-25               |
| 25-11   | Afturelding - Þróttur Neskaupstað  | 3-0 | 25-21, 25-20, 25-20               |
| 25-11   | Vestri - Völsungur                 | 3-1 | 25-20, 23-25, 25-20, 25-22        |
| 25-11   | Stál-úlfur - HK Kópavogur          | 0-3 | 0-25, 0-25, 0-25                  |
| 29-11   | Þróttur Neskaupstað - KA Akureyri  | 3-0 | 25-22, 25-21, 25-22               |
| 02-12   | KA Akureyri - Afturelding          | 0-3 | 22-25, 23-25, 26-28               |
| 02-12   | Vestri - Hamar                     | 0-3 | 17-25, 23-25, 26-28               |
| 02-12   | HK Kópavogur - Þróttur Neskaupstað | 1-3 | 26-28, 31-29, 20-25, 21-25        |
| 06-12   | HK Kópavogur - Völsungur           | 3-2 | 25-14, 19-25, 28-26, 20-25, 15-13 |
| 09-12   | Þróttur Neskaupstað - Hamar        | 1-3 | 15-25, 15-25, 25-14, 15-25        |
| 09-12   | Vestri - KA Akureyri               | 3-0 | 25-17, 25-15, 27-25               |
| 09-12   | Völsungur - Stál-úlfur             | 3-0 | 25-21, 25-19, 25-10               |
| 14-12   | Þróttur Neskaupstað - Stál-úlfur   | 3-0 | 25-13, 25-9, 25-14                |
| 13-12   | HK Kópavogur - Afturelding         | 0-3 | 13-25, 22-25, 21-25               |
| 16-12   | Stál-úlfur - Vestri                | 0-3 | 14-25, 15-25, 18-25               |
| 16-12   | Afturelding - Völsungur            | 3-0 | 25-22, 25-18, 25-17               |
| 16-12   | Hamar - KA Akureyri                | 3-0 | 26-24, 27-25, 25-15               |
| 06-01   | Afturelding - Vestri               | 3-1 | 25-22, 25-16, 26-28, 26-24        |
| 06-01   | KA Akureyri - Stál-úlfur           | 3-0 | 25-18, 25-16, 25-16               |
| 10-01   | Völsungur - Þróttur Neskaupstað    | 0-3 | 13-25, 24-26, 27-29               |
| 10-01   | Hamar - HK Kópavogur               | 3-0 | 25-19, 26-24, 25-16               |

#### Classifica
| Pos. | Squadra             | Pt | G  | V  | P  | SV | SP | Ratio | PF    | PS    | Ratio |
| ---- | ------------------- | -- | -- | -- | -- | -- | -- | ----- | ----- | ----- | ----- |
| 1.   | Hamar               | 40 | 14 | 13 | 1  | 41 | 5  | 8,200 | 1 134 | 808   | 1,403 |
| 2.   | Afturelding         | 36 | 14 | 13 | 1  | 39 | 10 | 3,900 | 1 169 | 963   | 1,214 |
| 3.   | Vestri              | 25 | 14 | 8  | 6  | 30 | 24 | 1,250 | 1 230 | 1 166 | 1,055 |
| 4.   | Þróttur Neskaupstað | 21 | 14 | 6  | 8  | 27 | 25 | 1,080 | 1 134 | 1 119 | 1,013 |
| 5.   | KA Akureyri         | 21 | 14 | 7  | 7  | 25 | 26 | 0,962 | 1 137 | 1 099 | 1,035 |
| 6.   | HK Kópavogur        | 16 | 14 | 6  | 8  | 20 | 29 | 0,690 | 1 075 | 1 067 | 1,007 |
| 7.   | Völsungur           | 9  | 14 | 3  | 11 | 13 | 35 | 0,371 | 957   | 1 110 | 0,862 |
| 8.   | Stál-úlfur          | 0  | 14 | 0  | 14 | 1  | 42 | 0,024 | 572   | 1 076 | 0,532 |

      Qualificata al girone superiore.
      Qualificata al girone inferiore.

### Seconda fase

#### Girone superiore

##### Risultati
| Andata |                                   |     |                                   |
|        |                                   |     |                                   |
| 21-01  | Vestri - Afturelding              | 3-2 | 25-20, 12-25, 20-25, 25-17, 18-16 |
| 25-01  | Þróttur Neskaupstað - Hamar       | 0-3 | 18-25, 22-25, 18-25               |
| 03-02  | Afturelding - Þróttur Neskaupstað | 3-0 | 25-20, 25-19, 25-20               |
| 07-02  | Hamar - Vestri                    | 3-0 | 25-0, 25-0, 25-0                  |
| 10-02  | Afturelding - Hamar               | 1-3 | 22-25, 25-22, 19-25, 19-25        |
| 10-02  | Þróttur Neskaupstað - Vestri      | 3-0 | 25-23, 25-21, 25-17               |

| Ritorno |                                   |     |                                   |
|         |                                   |     |                                   |
| 24-02   | Þróttur Neskaupstað - Afturelding | 3-0 | 25-17, 25-22, 25-23               |
| 25-02   | Vestri - Hamar                    | 0-3 | 22-25, 16-25, 22-25               |
| 01-03   | Vestri - Þróttur Neskaupstað      | 3-2 | 23-25, 25-23, 24-26, 25-23, 25-23 |
| 03-03   | Hamar - Þróttur Neskaupstað       | 3-0 | 25-22, 25-20, 25-18               |
| 10-03   | Afturelding - Vestri              | 3-0 | 25-19, 25-20, 25-15               |
| 20-03   | Hamar - Afturelding               | 1-3 | 15-25, 25-14, 21-25, 21-25        |

##### Classifica
| Pos. | Squadra             | Pt | G  | V  | P  | SV | SP | Ratio | PF    | PS    | Ratio |
| ---- | ------------------- | -- | -- | -- | -- | -- | -- | ----- | ----- | ----- | ----- |
| 1.   | Hamar               | 55 | 20 | 18 | 2  | 57 | 9  | 6,333 | 1 613 | 1 160 | 1,391 |
| 2.   | Afturelding         | 46 | 20 | 16 | 4  | 51 | 20 | 2,550 | 1 658 | 1 430 | 1,159 |
| 3.   | Vestri              | 29 | 20 | 10 | 10 | 36 | 40 | 0,900 | 1 627 | 1 689 | 0,963 |
| 4.   | Þróttur Neskaupstað | 28 | 20 | 8  | 12 | 35 | 37 | 0,946 | 1 581 | 1 589 | 0,995 |

      Qualificata ai play-off scudetto.

#### Girone inferiore

##### Risultati
| Andata |                            |     |                                   |
|        |                            |     |                                   |
| 21-01  | Stál-úlfur - KA Akureyri   | 1-3 | 14-25, 25-20, 18-25, 16-25        |
| 26-01  | Völsungur - HK Kópavogur   | 3-2 | 23-25, 26-24, 21-25, 25-23, 15-13 |
| 31-01  | HK Kópavogur - Stál-úlfur  | 3-0 | 26-24, 25-21, 25-18               |
| 31-01  | KA Akureyri - Völsungur    | 3-0 | 25-13, 28-26, 25-21               |
| 10-02  | HK Kópavogur - KA Akureyri | 1-3 | 23-25, 21-25, 29-27, 16-25        |
| 10-02  | Stál-úlfur - Völsungur     | 3-0 | 27-25, 25-18, 25-17               |

| Ritorno |                            |     |                                   |
|         |                            |     |                                   |
| 24-02   | KA Akureyri - Stál-úlfur   | 3-2 | 25-22, 21-25, 22-25, 28-26, 15-5  |
| 24-02   | HK Kópavogur - Völsungur   | 2-3 | 27-29, 23-25, 25-19, 25-14, 16-18 |
| 02-03   | Völsungur - Stál-úlfur     | 1-3 | 27-25, 26-28, 22-25, 21-25        |
| 03-03   | KA Akureyri - HK Kópavogur | 2-3 | 25-21, 24-26, 18-25, 25-21, 11-15 |
| 13-03   | Stál-úlfur - HK Kópavogur  | 2-3 | 19-25, 25-20, 25-23, 18-25, 13-15 |
| 20-03   | Völsungur - KA Akureyri    | 2-3 | 25-21, 18-25, 19-25, 27-25, 10-15 |

##### Classifica
| Pos. | Squadra      | Pt | G  | V  | P  | SV | SP | Ratio | PF    | PS    | Ratio |
| ---- | ------------ | -- | -- | -- | -- | -- | -- | ----- | ----- | ----- | ----- |
| 5.   | KA Akureyri  | 35 | 20 | 12 | 8  | 42 | 35 | 1,200 | 1 737 | 1 631 | 1,065 |
| 6.   | HK Kópavogur | 25 | 20 | 9  | 11 | 34 | 42 | 0,810 | 1 682 | 1 650 | 1,019 |
| 7.   | Völsungur    | 14 | 20 | 5  | 15 | 22 | 51 | 0,431 | 1 487 | 1 705 | 0,872 |
| 8.   | Stál-úlfur   | 8  | 20 | 2  | 18 | 12 | 55 | 0,218 | 1 091 | 1 622 | 0,673 |

      Qualificata ai play-off scudetto.

### Play-off scudetto

#### Tabellone
|  | Quarti di finale | Quarti di finale    | Quarti di finale | Quarti di finale | Quarti di finale |   |             | Semifinali | Semifinali | Semifinali | Semifinali | Semifinali |  |  | Finale | Finale | Finale | Finale | Finale | Finale | Finale |  |
|  |                  |                     |                  |                  |                  |   |             |            |            |            |            |            |  |  |        |        |        |        |        |        |        |  |
|  | 4                | Þróttur Neskaupstað | 0                | 1                |                  |   |             |            |            |            |            |            |  |  |        |        |        |        |        |        |        |  |
|  | 4                | Þróttur Neskaupstað | 0                | 1                |                  |   |             |            |            |            |            |            |  |  |        |        |        |        |        |        |        |  |
|  | 5                | KA Akureyri         | 3                | 3                |                  |   |             |            |            |            |            |            |  |  |        |        |        |        |        |        |        |  |
|  | 5                | KA Akureyri         | 3                | 3                |                  | 5 | KA Akureyri | 0          | 3          | 0          |            |            |  |  |        |        |        |        |        |        |        |  |
|  |                  |                     |                  |                  |                  | 5 | KA Akureyri | 0          | 3          | 0          |            |            |  |  |        |        |        |        |        |        |        |  |
|  |                  |                     | 1                | Hamar            | 3                | 2 | 3           |            |            |            |            |            |  |  |        |        |        |        |        |        |        |  |
|  | 1                | Hamar               | 1                | Hamar            | 3                | 2 | 3           | 3          | 3          |            |            |            |  |  |        |        |        |        |        |        |        |  |
|  | 1                | Hamar               |                  |                  |                  |   |             |            |            |            |            |            |  |  |        |        |        |        |        |        |        |  |
|  | 8                | Stál-úlfur          | 0                | 0                |                  |   |             |            |            |            |            |            |  |  |        |        |        |        |        |        |        |  |
|  | 8                | Stál-úlfur          | 0                | 0                |                  | 1 | Hamar       | 3          | 3          | 3          |            |            |  |  |        |        |        |        |        |        |        |  |
|  |                  |                     |                  |                  |                  |   |             |            |            |            |            |            |  |  |        |        |        |        |        |        |        |  |
|  |                  |                     | 2                | Afturelding      | 1                | 0 | 1           |            |            |            |            |            |  |  |        |        |        |        |        |        |        |  |
|  | 2                | Afturelding         | 2                | Afturelding      | 1                | 0 | 1           | 3          | 3          |            |            |            |  |  |        |        |        |        |        |        |        |  |
|  | 2                | Afturelding         |                  |                  |                  |   |             |            |            |            |            |            |  |  |        |        |        |        |        |        |        |  |
|  | 7                | Völsungur           | 0                | 0                |                  |   |             |            |            |            |            |            |  |  |        |        |        |        |        |        |        |  |
|  | 7                | Völsungur           | 0                | 0                |                  | 2 | Afturelding | 3          | 3          |            |            |            |  |  |        |        |        |        |        |        |        |  |
|  |                  |                     |                  |                  |                  | 2 | Afturelding | 3          | 3          |            |            |            |  |  |        |        |        |        |        |        |        |  |
|  |                  |                     | 3                | Vestri           | 0                | 1 |             |            |            |            |            |            |  |  |        |        |        |        |        |        |        |  |
|  | 3                | Vestri              | 3                | Vestri           | 0                | 1 | 3           | 3          |            |            |            |            |  |  |        |        |        |        |        |        |        |  |
|  | 3                | Vestri              |                  |                  |                  |   |             |            |            |            |            |            |  |  |        |        |        |        |        |        |        |  |
|  | 6                | HK Kópavogur        | 0                | 0                |                  |   |             |            |            |            |            |            |  |  |        |        |        |        |        |        |        |  |

#### Risultati

##### Quarti di finale
| Gara 1 |                                   |     |                     |
|        |                                   |     |                     |
| 02-04  | Afturelding - Völsungur           | 3-0 | 25-16, 25-23, 25-19 |
| 02-04  | Þróttur Neskaupstað - KA Akureyri | 0-3 | 22-25, 21-25, 22-25 |
| 02-04  | Vestri - HK Kópavogur             | 3-0 | 25-20, 25-22, 25-23 |
| 03-04  | Hamar - Stál-úlfur                | 3-0 | 25-10, 25-11, 25-19 |

| Gara 2 |                                   |     |                            |
|        |                                   |     |                            |
| 05-04  | Völsungur - Afturelding           | 0-3 | 16-25, 24-26, 21-25        |
| 05-04  | KA Akureyri - Þróttur Neskaupstað | 3-1 | 25-17, 19-25, 25-23, 25-18 |
| 05-04  | HK Kópavogur - Vestri             | 0-3 | 20-25, 22-25, 21-25        |
| 06-04  | Stál-úlfur - Hamar                | 0-3 | 19-25, 22-25, 21-25        |

##### Semifinali
| Gara 1 |                      |     |                     |
|        |                      |     |                     |
| 11-04  | Hamar - KA Akureyri  | 3-0 | 25-18, 25-15, 25-23 |
| 12-04  | Afturelding - Vestri | 3-0 | 25-19, 25-17, 25-21 |

| Gara 2 |                      |     |                                   |
|        |                      |     |                                   |
| 15-04  | KA Akureyri - Hamar  | 3-2 | 25-23, 23-25, 19-25, 25-20, 22-20 |
| 14-04  | Vestri - Afturelding | 1-3 | 23-25, 23-25, 25-23, 15-25        |

| Gara 3 |                     |     |                     |
|        |                     |     |                     |
| 19-04  | Hamar - KA Akureyri | 3-0 | 25-23, 25-20, 25-22 |

##### Finale
| Gara 1 |                     |     |                            |
|        |                     |     |                            |
| 24-04  | Hamar - Afturelding | 3-1 | 18-25, 25-15, 25-13, 25-21 |

| Gara 2 |                     |     |                     |
|        |                     |     |                     |
| 27-04  | Afturelding - Hamar | 0-3 | 19-25, 17-25, 13-25 |

| Gara 3 |                     |     |                            |
|        |                     |     |                            |
| 30-04  | Hamar - Afturelding | 3-1 | 25-16, 23-25, 25-17, 25-21 |

## Premi individuali
| Premio                      | Nome                   | Squadra             |
| --------------------------- | ---------------------- | ------------------- |
| Miglior palleggiatore       | Damian Sapor           | Hamar               |
| Miglior opposto             | Raúl García            | Þróttur Neskaupstað |
| Miglior schiacciatore       | Tomek Leik             | Hamar               |
| Miglior schiacciatore       | Roman Plankin          | Afturelding         |
| Miglior centrale            | Hafsteinn Valdimarsson | Hamar               |
| Miglior centrale            | Gísli Baldvinsson      | KA Akureyri         |
| Miglior libero              | Austris Bukovskis      | Hamar               |
| Miglior allenatore          | Borja González         | Afturelding         |
| Miglior giocatore islandese | Hafsteinn Sigurðsson   | Afturelding         |
| Miglior giocatore straniero | Tomek Leik             | Hamar               |
| Giocatore più promettente   | Tómas Davidsson        | HK Kópavogur        |

## Statistiche
| Rendimento individuale | Rendimento individuale | Rendimento individuale | Rendimento individuale |
| Pos.                   | Nome                   | Punti                  | Squadra                |
| ---------------------- | ---------------------- | ---------------------- | ---------------------- |
| 1                      | Mighel Castrillo       | 447                    | KA Akureyri            |
| 2                      | Hafsteinn Sigurðsson   | 370                    | Afturelding            |
| 3                      | Raúl García            | 348                    | Þróttur Neskaupstað    |
| 4                      | Tomek Leik             | 342                    | Hamar                  |
| 5                      | Roman Plankin          | 336                    | Afturelding            |
| 6                      | Trey Weinmeier         | 309                    | Völsungur              |
| 7                      | Rafał Berwald          | 304                    | Hamar                  |
| 8                      | Valens Ingimundarson   | 295                    | HK Kópavogur           |
| 9                      | Marcel Pośpiech        | 291                    | Völsungur              |
| 10                     | Marcin Grasza          | 259                    | Vestri                 |

| Attacchi vincenti | Attacchi vincenti    | Attacchi vincenti | Attacchi vincenti   |
| Pos.              | Nome                 | Punti             | Squadra             |
| ----------------- | -------------------- | ----------------- | ------------------- |
| 1                 | Mighel Castrillo     | 411               | KA Akureyri         |
| 2                 | Hafsteinn Sigurðsson | 306               | Afturelding         |
| 3                 | Raúl García          | 278               | Þróttur Neskaupstað |
| 4                 | Tomek Leik           | 268               | Hamar               |
| 5                 | Rafał Berwald        | 264               | Hamar               |
| 6                 | Trey Weinmeier       | 253               | Völsungur           |
| 7                 | Valens Ingimundarson | 252               | HK Kópavogur        |
| 8                 | Roman Plankin        | 250               | Afturelding         |
| 9                 | Marcel Pośpiech      | 239               | Völsungur           |
| 10                | Marcin Grasza        | 222               | Vestri              |

| Muri vincenti | Muri vincenti             | Muri vincenti | Muri vincenti |
| Pos.          | Nome                      | Punti         | Squadra       |
| ------------- | ------------------------- | ------------- | ------------- |
| 1             | Hafsteinn Valdimarsson    | 71            | Hamar         |
| 2             | Sebastian Sævarsson Meyer | 65            | Afturelding   |
| 3             | Kristján Valdimarsson     | 54            | Hamar         |
| 4             | Gísli Baldvinsson         | 52            | KA Akureyri   |
| 5             | Hermann Ottósson          | 44            | KA Akureyri   |
| 6             | Hafsteinn Sigurðsson      | 41            | Afturelding   |
| 7             | Tomek Leik                | 40            | Hamar         |
| 8             | Trey Weinmeier            | 38            | Völsungur     |
| 9             | Tómas Davidsson           | 36            | HK Kópavogur  |
| 9             | Kristinn Hannesson        | 36            | Afturelding   |

| Battute vincenti | Battute vincenti     | Battute vincenti | Battute vincenti    |
| Pos.             | Nome                 | Punti            | Squadra             |
| ---------------- | -------------------- | ---------------- | ------------------- |
| 1                | Roman Plankin        | 55               | Afturelding         |
| 2                | Raúl García          | 43               | Þróttur Neskaupstað |
| 2                | Damian Sapor         | 43               | Hamar               |
| 4                | Juan Escalona        | 42               | Vestri              |
| 5                | Zdravko Kamenov      | 35               | KA Akureyri         |
| 6                | Tomek Leik           | 34               | Hamar               |
| 7                | Sigþór Helgason      | 25               | Afturelding         |
| 8                | Gísli Baldvinsson    | 24               | KA Akureyri         |
| 8                | Máni Matthíasson     | 24               | HK Kópavogur        |
| 10               | Hermann Hlynsson     | 23               | HK Kópavogur        |
| 10               | Marcel Pośpiech      | 23               | Völsungur           |
| 10               | Hafsteinn Sigurðsson | 23               | Afturelding         |